# 象徴天皇制
象徴天皇制（しょうちょうてんのうせい）とは、日本国憲法第1条で規定された天皇を日本国及び日本国民統合の象徴とする制度。

## 日本国憲法における天皇
日本国憲法第1条は、天皇を日本国と日本国民統合の「象徴」と規定する。その地位は、主権の存する日本国民の総意に基づくものとされ（前文、第1条）、国会の議決する皇室典範に基づき、世襲によって受け継がれる（第2条）。国家機関としての権能は、国事行為を行うことに限定され（第7条）、内閣の助言と承認を必要とし（第3条）、国政に関する権能を有さない（第4条）。
なお、大日本帝国憲法では「天皇ハ国ノ元首ニシテ統治権ヲ総攬シ此ノ憲法ノ条規ニ依リ之ヲ行フ」（第4条）と規定されて国家の主権者であったが、日本国憲法では「象徴」であり国政に関する権能を有さず、主権は国民にあるため、通常「象徴天皇制」と呼ばれる。

### 「象徴」の意味と由来
憲法学では「象徴」は法的意味を持つ語ではなく、政治的意味（社会学的意味）しか持たない。象徴とはあるもののイメージを任意の記号に仮託したものであり、人々が日本国と日本国民統合のシンボルが天皇であると思っている限りにおいて、天皇が象徴として成り立っており、その地位が「国民の総意に基づく」という部分と同じ意味である。
一般に「象徴」とは、無形で抽象的なものを表すための、有形で具体的なものである。例えば国旗・王冠・紋章・十字架・鳩は、国家・王位・家系・キリスト教・平和の象徴である。また物の象徴の他に、国王・大統領など人が象徴とされる場合もある。1931年のウェストミンスター憲章は前文で「国王はイギリス連邦を構成する諸国の自由な結合の象徴」と定める。
日本国憲法の草案を起草した連合国軍最高司令官総司令部の民政局メンバーは、前述のウェストミンスター憲章に加え、1867年のイギリス憲政論で述べられたイギリス君主の特徴である、国民に対しての「目に見える統合の象徴（visible symbol of unity）」をモデルにして、天皇条項における象徴規定を作成した。
他方、日本側でも山本玄峰が内閣書記官長の楢橋渡に対して、戦後も天皇を国家の「象徴」と定義するよう発案した、との説がある。
なお、戦前の日本においても、特に大正デモクラシー以降、天皇および皇室を「国民統合の象徴」と捉える天皇観・皇室観が主張されていた。新渡戸稲造・津田左右吉などがその例である。
戦前の日本に滞在したジョセフ・グルーやボナー・フェラーズも天皇を「象徴」と見做しており、彼らのような知日派の天皇観が、総司令部による象徴規定の作成に影響を与えた。

### 天皇の地位
「天皇は、日本国の象徴であり日本国民統合の象徴」（第1条）、「天皇は、この憲法の定める国事に関する行為のみを行ひ、国政に関する権能を有しない」（第4条）と規定されている。なお、憲法には君主や元首の規定は存在しないため、天皇が君主または元首であるかは議論が存在する。

### 天皇の国事行為
天皇は日本国憲法の定める国事に関する行為のみを行うとされ、国政に直接関与する権能を有しない。天皇の行う国事行為は以下の通り。
- 国会の指名に基づく内閣総理大臣の任命。
- 内閣の指名に基づく最高裁判所長官の任命。
- 憲法改正、法律、政令及び条約の公布。
- 国会の召集。
- 衆議院の解散。
- 国会議員の総選挙の施行の公示。
- 国務大臣や、その他の官吏の任免の認証。
- 外国への全権委任状、派遣する特命全権大使・特命全権公使の信任状の認証。
- 大赦、特赦、減刑、刑の執行の免除及び復権の認証。
- 栄典の授与。
- 批准書、条約など外交文書の認証。
- 外国の大使、公使の接受。
- 儀式を行うこと。

これらの天皇の国事行為は、内閣の助言と承認が必要とされ、内閣がその責任を負う（輔弼と同義）。

## 議論
象徴天皇制における天皇が、「君主」または「元首」であるか否かは学説上の議論がある。憲法や法令には「君主」や「元首」の規定や用語は存在しない。このため「君主」や「元首」の定義や解釈にもよる。

### 政府見解
国会答弁における政府側答弁には以下がある。

### 天皇君主説
佐々木弘道は「象徴天皇制は日本独自の形式的な君主制」とする。日本国憲法第1章上、天皇は、その権限を第6条の任命権と第7条の国事行為の限定列挙（加えて第4条2項の国事行為の委任に関する規定を含めることもある）により量的に限定され、かつ質的にも、第3条により政治的決定権を剥奪され、また6条において実質的決定権の所在を規定することで天皇の行為が形式的なものであることを明らかにしている。かくして天皇の権限は名目的・形式的なものに限定されている。一般的な英国型立憲君主制（イギリスの君主制）に比して、このような君主権力がよりいっそう消極的な、日本独特の君主制である「天皇制」を象徴天皇制としている。
大石眞は君主の権限が強大であった時代の古典的君主と、立憲君主制の下で権限が名目化してきた現代型君主とを分けて、後者の君主概念の重点は「独任機関であること」「多くの場合、特別身分に属する者が世襲制の原理に則って就任すること」であるとする。そして、この定義から、日本国における天皇は君主に相当し、日本国は立憲君主国になると解釈している。
榎原猛は、日本国憲法での天皇は君主資格の標識である「独任制機関」「世襲制」「国民からの崇敬的感情の存在」といった諸要素を満たしているため、君主であるとしている。
佐藤功は「国際法の観点からは対外的に国家を代表する地位にある国家機関を元首とよび、元首たる君主を有する国家形態を君主制とよぶ」ため、「（日本国憲法下の）日本国は伝統的・典型的な君主制には属さないが、同時に伝統的・典型的な共和制にも属さない」とし、「国民主権下の君主制」と呼ぶのが適当であろうとしている。清宮四郎はイギリスの君主に比べて権限が制約されているものの、「歴史的に見てこれを君主と言ってもあえて誤りというほどのものではない。」とする。下條芳明や金子勝は、象徴天皇制を「国民主権に基づく君主制」である「象徴君主制」と位置付けている。

### 天皇非君主説
芦部信喜は日本国憲法下では天皇は「君主」では無いとする。「君主」の要件は「その地位が世襲で伝統的な権威を伴う」および「統治権、少なくとも行政権の一部を有する」だが、天皇は「象徴」という主権者の枠外におかれ（憲法第1条）、「国政に関する権能を有しない」者であると規定され（第4条）、国事行為においても「認証」「接受」という形式的・儀礼的行為しか認められていない。憲法1条の規定の主眼は、国の象徴たる役割を強調するというよりも、むしろ天皇が象徴以外の「君主」としての役割を持つことを積極的に禁止した、と解釈する。「国民主権」を原則とする以上、天皇に対し「象徴」以外の権能を、憲法改正等による主権者からの付託を伴わずに与えることには現行憲法上問題がある、とする。
このほか宮澤俊義、小林孝輔 なども、日本国憲法下では天皇は「君主」では無いとする。

### 「元首」に関する議論
伝統的な意味での「元首」とは、行政権の長として対外的にその国を代表する者で、君主または大統領などである。しかし日本国憲法では内閣の長は内閣総理大臣だが、主権者は国民であり、「国権の最高機関」は議会で、天皇は一切の政治的権限を持たない。
学説では内閣元首説または内閣総理大臣元首説が多数派だが、天皇元首説、衆議院議長元首説、元首不在説なども存在する。なお、諸外国は天皇を元首扱いしている。
日本国憲法制定時に、元首という言葉を使用するよう議論があったが、金森徳次郎憲法担当国務大臣は、「元首は主権者や行政の首長であるという印象を与える」が、象徴という言葉にはそのような悪い連想が無いと答弁した。
日本国憲法施行後の、国会答弁における政府側答弁には以下があり、天皇は外交的には形式的に国を代表する面を有しているが、元首と呼べるかは元首の定義次第、と述べた。

## 評価

### 世論
日本国憲法公布・施行前の1946年5月27日の毎日新聞朝刊に結果が載った世論調査では、「象徴天皇制」を支持する回答が85%であった。
2009年にNHKが行った世論調査では、「天皇は現在と同じく象徴でよい」を回答に選んだ人の割合が81.9%であった。また、「今の天皇が象徴としての役割を果たしていると思いますか」との質問に対しては、「十分に果たしている」「ある程度果たしている」が合わせて85.2%であった。

### 政党
自由民主党は、2010年に発表した「平成22年綱領」の中で、「我々は、日本国及び国民統合の象徴である天皇陛下のもと、今日の平和な日本を築きあげてきた」と好意的に言及、評価している。また、2012年に発表した「日本国憲法改正草案」では、「前文」の中で「日本国は、長い歴史と固有の文化を持ち、国民統合の象徴である天皇を戴く国家」と言及し、第1条では天皇が元首であることを明記した上で、象徴天皇の規定を維持する方針を採っている。
立憲民主党は、2020年に発表した綱領の中で、「私たちは、立憲主義を守り、象徴天皇制のもと、日本国憲法が掲げる『国民主権』『基本的人権の尊重』『平和主義』を堅持します」と言及しており、象徴天皇制を維持する方針を示している。

### メディア各社
産経新聞は、2013年に発表した憲法改正草案「国民の憲法」の第1条で、「日本国は、天皇を国の永続性および国民統合の象徴とする立憲君主国である」と明記し、象徴天皇の規定を維持することを提案している。また、第2条では「天皇は、日本国の元首であり、国を代表する」とし、元首明文化も同時に提案した。
読売新聞は、象徴天皇の規定を維持した「憲法改正試案」を発表している。

## 日本以外の君主国との比較
日本の天皇のように君主に政治的な権限を持たせない君主国には、イギリス、オランダ、ノルウェー、デンマークなどが挙げられる。また、憲法において国民主権が規定されている君主国には、スペイン、ベルギー、スウェーデンなどがある。君主の地位を何らかの文脈で「象徴」と表現するのは日本に特異のことではなく、以下のように複数の君主国に見られる。
スウェーデン国王は、政府による憲法の公式注釈書において「国家統合の代表者、かつ国家全体の象徴」と位置づけられている。スウェーデン国王は、日本の天皇以上に政治的な権限が制限されており、1974年の憲法改正以後、首相任命などの形式的任命行為すら認められていない。政治から完全に分離され、国の対外的代表（元首）としての地位しかないため、象徴君主制という新たな区分を設けるべきではないかとする意見がある。ただし天皇とは異なり、スウェーデン軍の最高指揮官ではないものの、軍における最高の地位を与えられている。
イギリスの君主は、国王大権と呼ばれる様々な特権・行政権を独占しているとされているものの、その行使は17世紀以降徐々に制限されるようになった。今日においては国王大権は政府によって決定され、君主による行使は政府の助言が必要とされており、イギリス君主は事実上政治的機能を喪失している。ウォルター・バジョットは1867年の著書「イギリス憲政論」で、成文憲法を持たないイギリスにおいて君主を「象徴（symbol）」と位置づけており、今日でもイギリスの君主制を言い表す言葉としてしばしば「象徴的国家元首（Symbolic Head of State）」という表現が使われる。
イギリスと同君連合の関係にあるカナダ政府およびカナダ王室は、君主の地位を「全カナダ国民の忠誠、統合、権威を象徴する個人（The personal symbol of allegiance, unity and authority for all Canadians）」であると説明している。
スペイン国王は憲法において「国の統一性及び永続性の象徴」と規定されている。
カンボジア国王は憲法において「国家の統一及び永続の象徴」と規定されている。
ブータン国王は憲法において「王国及びブータン国民の統合の象徴」と規定されている。
ルクセンブルク大公は憲法において「国家の元首であり、国家の統合を象徴し、その独立を保証する者」と規定されている。
なお、リヒテンシュタインの君主は、象徴・儀礼的存在にとどまらず、強大な政治的権限を有している。そのため、ヨーロッパ最後の絶対君主制と言われる。またアラビア半島に位置する君主国であるサウジアラビア、アラブ首長国連邦（7首長国全て）、オマーンも絶対君主制である。

## 関連書籍
- 加藤哲郎『象徴天皇制の起源　アメリカの心理戦「日本計画」』平凡社〈平凡社新書〉、2005年7月。ISBN 978-4-582-85281-3。
- 冨永望『象徴天皇制の形成と定着』思文閣出版、2009年12月。ISBN 978-4-7842-1492-1
- 坂本孝治郎『「マツリゴト」の儀礼学　象徴天皇制と首相儀礼をめぐって』北樹出版、2019年3月
- 和辻哲郎『新編　国民統合の象徴』 中央公論新社〈中公クラシックス〉、2019年4月 - 佐々木惣一との論争も収録
- 千葉慶『アマテラスと天皇〈政治シンボル〉の近代史』歴史文化ライブラリー 吉川弘文館　2011年　ISBN　9784642057349、オンデマンド版2021年 ISBN　9784642757348